# Пикок, Джеймс Лоу
Джеймс Лоу Пикок (англ. James (Jim) Lowe Peacock III; род. 1937[…]) — американский антрополог. Доктор философии (1965), заслуженный именной профессор-эмерит Kenan Professor Университета Северной Каролины в Чапел-Хилле, член Американской академии искусств и наук (1995) и Американского философского общества (2025). Являлся президентом Американской антропологической ассоциации (1993-5). Лауреат Thomas Jefferson Award (1995), Massey Award (2008) и Franz Boas Award (2002). Введен в Орден Золотого руна.
Сын инженера-электрика. Окончил Университет Дьюка (бакалавр психологии magna cum laude, 1959).
Докторскую степень получил в Гарварде. Затем в 1967 году присоединился к штату Университета Северной Каролины в Чапел-Хилле, заведовал там кафедрой антропологии. Его почетный доктор права (2025). Являлся президентом Общества культурной антропологии.
Указывается одним из ведущих антропологов Америки.
Автор этнографических трудов по Юго-Восточной Азии и американскому Югу, а также общих по антропологии и глобализму, в частности работы «The Anthropological Lens». Женат. Учился у него James Boon.